# John Jönsson (författare)

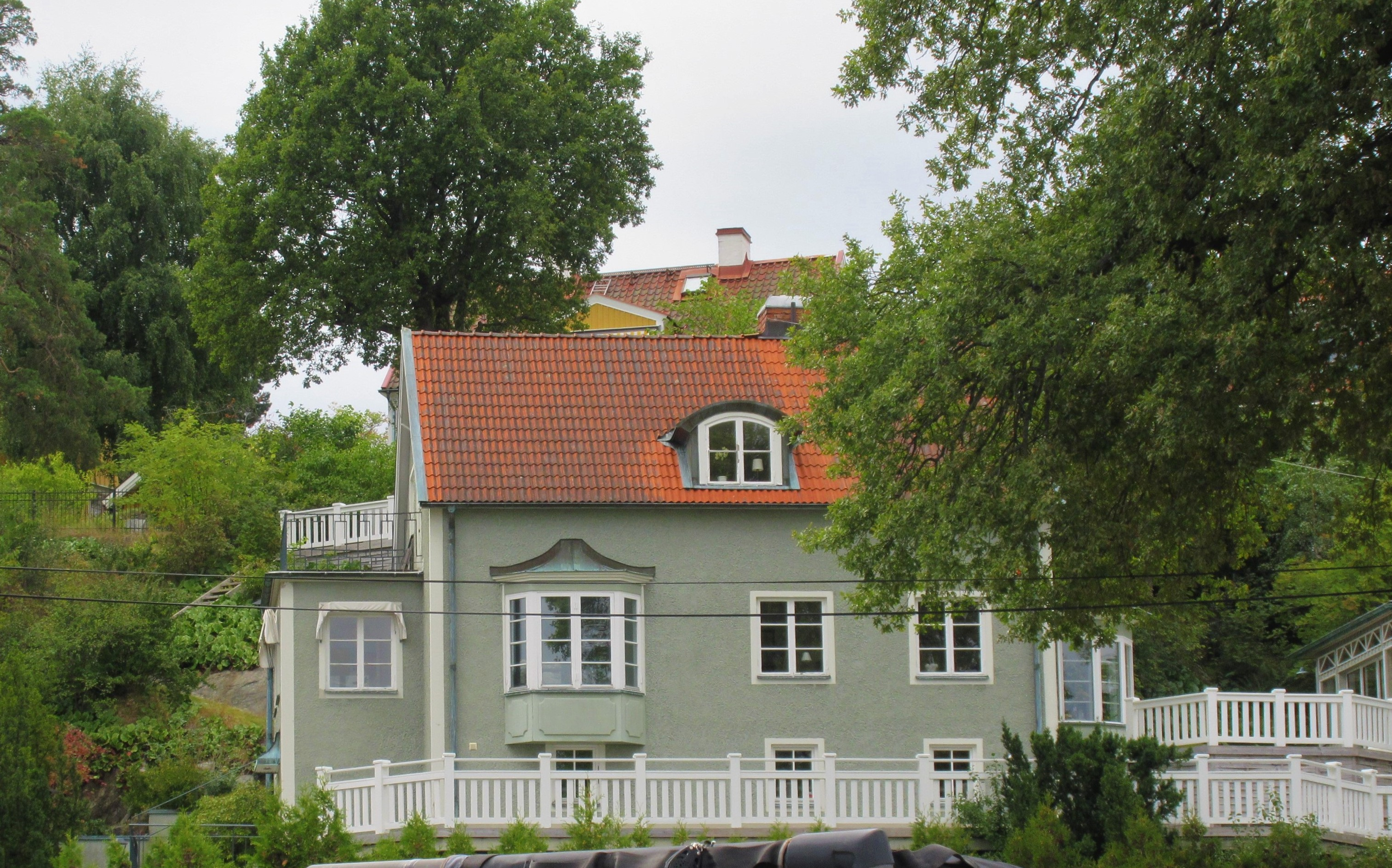
Författaren John "Hertz" Jönssons villa på Bergviksvägen 11 i Bromma alldeles invid Brommastrandens strandkant inom stadsdelen Smedslätten nära Äppelviken.

John Emil Jönsson, född 23 juni 1875 i Helsingborg, död 9 maj 1952 i Bromma, var en svensk journalist, författare och översättare, som skrev med pseudonym under under signaturen John Hertz.
John Hertz var under flera år bosatt i Göteborg, där han var en flitig medarbetare i Svenska Dagbladet. Sedan var han bosatt i Berlin och Florens, där han var korrespondent och fortsatte sin bevakning av olika händelser inom litteraturlivet och konstlivet. Även i Göteborgs Handels- och sjöfartstidning, Dagens Nyheter, Hvar 8 Dag, Varia, Berliner Börsencourir med flera tidningar syntes hans namn ofta.
På sin tid skrev han för Stora Teatern, Göteborg. Han skrev bland annat skådespelen Lik i lasten och Spindlar. År 1898 publicerades konstnärsromanen Skärseld, 1903 Moder Jord, 1922 den i Tyskland utgivna Der Zufall och 1926 Slumpens slav. De båda romanerna "Der Zufall" och "Slumpens slav" visar på hans mångsidighet som författare. I skrivbordslådorna fanns vid hans död åtskilliga manuskrift.
Som ung hade Jönsson ofta sammanträffat med August Strindberg, då han var verksam i Lund på 1890-talet. Av förläggarna ansågs Jönssons författarteknik för "gammalmodig". I slutet av 1890-talet var han tillfälligt anställd vid Folkets Tidning i Lund. Sin debutroman, Skärseld (1898) skickade han vid den tiden till August Strindberg och fick ett uppskattande svar i mars 1899.
Maksim Gorkijs pjäs На дне ("Na dne", 1902) fick på tyska översättningen Nachtasyl (uruppförd 23 januari 1903 i Berlin). John Hertz gjorde en svensk översättning, Natthärbärget (1903), kanske baserad på den tyska, eftersom det är mindre troligt att Jönsson behärskade ryska.
Senare var Jönsson bosatt nere vid Brommastranden på Bergviksvägen 11 i Äppelviken. Han begravdes 23 maj 1952 på Bromma kyrkogård (grav N:580). Han var en originell och intressant kulturpersonlighet. Genom sina bidrag till både journalistik och litteratur har han lämnat ett bestående avtryck i den svenska kulturen.

## Verk
- Lik i lasten, skådespel för Stora Teatern i Göteborg
- Spindlar, skådespel för Stora Teatern i Göteborg
- Skärseld (1898), debutroman
- Moder Jord (1903)
- Albert Engström : en studie (1904)
- Der Zufall (1922), roman
- Slumpens slav (1926), roman